# Campeonato Africano de Atletismo de 2022 - 100 m masculino
A prova dos 100 metros masculino do Campeonato Africano de Atletismo de 2022 foi disputada nos dias 8 e 9 de junho, no Complexo Esportivo Nacional Cote d'Or, em Saint Pierre, na Maurícia.

## Recordes
Antes desta competição, os recordes mundiais e do campeonato nesta prova eram os seguintes:
|                       | Nome               | Nacionalidade | Tempo | Local   | Data                   |
| --------------------- | ------------------ | ------------- | ----- | ------- | ---------------------- |
| Recorde mundial       | Usain Bolt         | Jamaica       | 9s 58 | Berlim  | 16 de agosto de 2009   |
| Recorde do campeonato | Seun Ogunkoya      | Nigéria       | 9s 94 | Dakar   | 19 de agosto de 1998   |
| Recorde africano      | Ferdinand Omanyala | Quênia        | 9s 77 | Nairóbi | 18 de setembro de 2021 |

## Medalhistas
| Ouro                     | Prata               | Bronze                    |
| Ferdinand Omanyala (KEN) | Akani Simbine (RSA) | Henricho Bruintjies (RSA) |

## Cronograma
Todos os horários são locais (UTC+4). 
| Data       | Hora  | Evento    |
| ---------- | ----- | --------- |
| 8 de junho | 10:00 | Bateria   |
| 8 de junho | 16:05 | Semifinal |
| 9 de junho | 16:10 | Final     |

## Resultados

### Bateria
Qualificação: 2 atletas de cada bateria (Q) mais os 8 melhores qualificados (q). 
Vento:
Bateria 1: +2.0 m/s, Bataria 2: +1.6 m/s, Bateria 3: -0.1 m/s, Bateria 4: +2.5 m/s, Bateria 5: +0.6 m/s, Bateria 6: +1.3 m/s, Bateria 7: +2.9 m/s, Bateria 8: +2.2 m/s
| Posição | Bateria | Atleta                     | Nacionalidade                  | Tempo | Notas |
| ------- | ------- | -------------------------- | ------------------------------ | ----- | ----- |
| 1       | 1       | Ferdinand Omanyala         | Quênia                         | 10.05 | Q     |
| 2       | 1       | Raymond Ekevwo             | Nigéria                        | 10.11 | Q     |
| 3       | 4       | Arthur Cissé               | Costa do Marfim                | 10.13 | Q     |
| 3       | 7       | Emmanuel Matadi            | Libéria                        | 10.13 | Q     |
| 3       | 7       | Ebrahima Camara            | Gâmbia                         | 10.13 | Q     |
| 6       | 5       | Akani Simbine              | África do Sul                  | 10.14 | Q     |
| 7       | 2       | Emmanuel Eseme             | Camarões                       | 10.17 | Q     |
| 8       | 4       | Henricho Bruintjies        | África do Sul                  | 10.20 | Q     |
| 8       | 8       | Noa Bibi                   | Ilhas Maurícias                | 10.20 | Q     |
| 10      | 6       | Gilbert Hainuca            | Namíbia                        | 10.23 | Q     |
| 11      | 7       | Seye Ogunlewe              | Nigéria                        | 10.24 | q     |
| 12      | 2       | Akeem Sirleaf              | Libéria                        | 10.25 | Q     |
| 13      | 2       | Sean Safo-Antwi            | Gana                           | 10.28 | q     |
| 14      | 7       | Ngoni Makusha              | Zimbabwe                       | 10.31 | q     |
| 14      | 7       | Raphael Ngaguele Mberlina  | Camarões                       | 10.31 | q     |
| 16      | 1       | Stern Liffa                | Malawi                         | 10.33 | q     |
| 16      | 7       | Tumo Stagato Lesesere      | Botswana                       | 10.33 | q     |
| 18      | 5       | Samwel Imeta               | Quênia                         | 10.34 | Q     |
| 19      | 2       | Sydney Siame               | Zâmbia                         | 10.35 | q     |
| 20      | 1       | Sibusiso Matsenjwa         | Essuatíni                      | 10.38 | q     |
| 21      | 3       | Kakene Sitali              | Zâmbia                         | 10.43 | Q     |
| 22      | 1       | Guy Maganga Gorra          | Gabão                          | 10.47 |       |
| 22      | 6       | Mojela Koneshe             | Lesoto                         | 10.47 | Q     |
| 24      | 4       | Dickson Kamungeremu        | Zimbabwe                       | 10.48 |       |
| 24      | 8       | Benson Okot                | Uganda                         | 10.48 | Q     |
| 26      | 8       | Oliver Mwimba              | República Democrática do Congo | 10.53 |       |
| 27      | 5       | Nicholas Mabilo            | Nigéria                        | 10.54 |       |
| 28      | 1       | Pius Adome                 | Uganda                         | 10.56 |       |
| 29      | 8       | Ahmed Amaar                | Líbia                          | 10.57 |       |
| 30      | 3       | Stephen Abosi              | Botswana                       | 10.58 | Q     |
| 30      | 4       | Benele Dlamini             | Essuatíni                      | 10.58 |       |
| 32      | 6       | Adama Jammeh               | Gâmbia                         | 10.59 |       |
| 33      | 4       | Telvin Jallah              | Libéria                        | 10.61 |       |
| 34      | 5       | Médard Nayo                | Togo                           | 10.62 |       |
| 35      | 4       | Dan Asamba                 | Quênia                         | 10.63 |       |
| 36      | 3       | Gideon Ernst Narib         | Namíbia                        | 10.70 |       |
| 36      | 5       | Joshan Vencatasamy         | Ilhas Maurícias                | 10.70 |       |
| 36      | 6       | Dylan Sicobo               | Seicheles                      | 10.70 |       |
| 39      | 6       | Lionel Muteba              | República Democrática do Congo | 10.71 |       |
| 40      | 8       | Didier Kiki                | Benim                          | 10.73 |       |
| 41      | 5       | Thuto Masasa               | Botswana                       | 10.74 |       |
| 42      | 5       | Sharry Dodin               | Seicheles                      | 10.75 |       |
| 43      | 1       | Abdramane Simpore          | Burquina Fasso                 | 10.78 |       |
| 44      | 5       | Assadillah Karani Hassani  | Comores                        | 10.79 |       |
| 44      | 6       | Hajatiana Randrianasolo    | Reunião                        | 10.79 |       |
| 46      | 7       | Panashe Nhenga             | Zimbabwe                       | 10.79 |       |
| 47      | 4       | Menziwokuhle Msibi         | Essuatíni                      | 10.85 |       |
| 48      | 2       | Locho Kiyonga              | Etiópia                        | 10.88 |       |
| 49      | 3       | Stone Kabamb Preben        | República Democrática do Congo | 11.01 |       |
| 50      | 6       | Boubacar Barry             | Guiné                          | 11.12 |       |
| 51      | 3       | Serigne Salio Dia          | Mauritânia                     | 11.90 |       |
| 99      | 1       | Momodou Sey                | Gâmbia                         | DNS   |       |
| 99      | 2       | Carlos Gwerendende         | Zimbabwe                       | DNS   |       |
| 99      | 2       | Nantenaina Rakotoarinirina | Madagáscar                     | DNS   |       |
| 99      | 2       | Elias Tirani               | Tanzânia                       | DNS   |       |
| 99      | 3       | Isac Bangura               | Guiné-Bissau                   | DNS   |       |
| 99      | 3       | Roméo Manzila              | República do Congo             | DNS   |       |
| 99      | 4       | Abdelrahman Karam          | Egito                          | DNS   |       |
| 99      | 7       | Jean Charles Cantusan      | Guiné-Bissau                   | DNS   |       |
| 99      | 8       | Remigio Santander          | Guiné Equatorial               | DNS   |       |
| 99      | 8       | Mohamed Aburass            | Sudão                          | DNS   |       |

### Semifinal
Qualificação: 2 atletas de cada bateria (Q) mais os 2 melhores qualificados (q).
Vento:
Bateria 1: +2.2 m/s, Bateria 2: +1.1 m/s, Bateria 3: +2.6 m/s
| Posição | Bateria | Atleta                    | Nacionalidade   | Tempo | Notas |
| ------- | ------- | ------------------------- | --------------- | ----- | ----- |
| 1       | 1       | Ferdinand Omanyala        | Quênia          | 10.07 | Q     |
| 2       | 3       | Akani Simbine             | África do Sul   | 10.09 | Q     |
| 3       | 3       | Emmanuel Matadi           | Libéria         | 10.13 | Q     |
| 4       | 1       | Gilbert Hainuca           | Namíbia         | 10.15 | Q     |
| 4       | 3       | Raymond Ekevwo            | Nigéria         | 10.15 | q     |
| 6       | 2       | Emmanuel Eseme            | Camarões        | 10.19 | Q     |
| 7       | 2       | Henricho Bruintjies       | África do Sul   | 10.21 | Q     |
| 8       | 1       | Noa Bibi                  | Ilhas Maurícias | 10.24 | q     |
| 9       | 1       | Akeem Sirleaf             | Libéria         | 10.25 |       |
| 10      | 2       | Samwel Imeta              | Quênia          | 10.27 |       |
| 11      | 1       | Ngoni Makusha             | Zimbabwe        | 10.29 |       |
| 11      | 2       | Seye Ogunlewe             | Nigéria         | 10.29 |       |
| 13      | 2       | Arthur Cissé              | Costa do Marfim | 10.30 |       |
| 14      | 1       | Sean Safo-Antwi           | Gana            | 10.31 |       |
| 15      | 2       | Kakene Sitali             | Zâmbia          | 10.33 |       |
| 16      | 3       | Ebrahima Camara           | Gâmbia          | 10.38 |       |
| 17      | 1       | Mojela Koneshe            | Lesoto          | 10.40 |       |
| 18      | 1       | Sibusiso Matsenjwa        | Essuatíni       | 10.41 |       |
| 19      | 3       | Stern Liffa               | Malawi          | 10.45 |       |
| 20      | 2       | Sydney Siame              | Zâmbia          | 10.50 |       |
| 20      | 3       | Stephen Abosi             | Botswana        | 10.50 |       |
| 22      | 2       | Raphael Ngaguele Mberlina | Camarões        | 10.54 |       |
| 22      | 3       | Tumo Stagato Lesesere     | Botswana        | 10.54 |       |
| 24      | 3       | Benson Okot               | Uganda          | 12.26 |       |

### Final
A final ocorreu dia 9 de junho às 16:10.
Vento: +4.5 m/s
| Posição           | Raia | Atleta              | Nacionalidade   | Tempo | Notas |
| ----------------- | ---- | ------------------- | --------------- | ----- | ----- |
| Medalha de ouro   | 6    | Ferdinand Omanyala  | Quênia          | 9.93  | 9.927 |
| Medalha de prata  | 5    | Akani Simbine       | África do Sul   | 9.93  | 9.930 |
| Medalha de bronze | 8    | Henricho Bruintjies | África do Sul   | 10.01 |       |
| 4                 | 1    | Raymond Ekevwo      | Nigéria         | 10.03 |       |
| 5                 | 3    | Emmanuel Eseme      | Camarões        | 10.06 |       |
| 6                 | 4    | Emmanuel Matadi     | Libéria         | 10.08 |       |
| 7                 | 2    | Noa Bibi            | Ilhas Maurícias | 10.14 |       |
| 8                 | 7    | Gilbert Hainuca     | Namíbia         | DSQ   |       |

Legenda
| Recorde mundial       | Recorde mundial (World record)               |                       | Recorde africano                      | Recorde africano (African) |                                           | Q | Classificado por posição (Qualified) |
| Recorde do campeonato | Recorde do campeonato (Championship record)  | Recorde da América    | Recorde da América (Americas)         | q                          | Classificado por melhor tempo (Qualified) |   |                                      |
| Melhor marca do ano   | Melhor marca do ano (World leading)          | Recorde asiático      | Recorde asiático (Asian)              | DNS                        | Não largou (Did not start)                |   |                                      |
| Recorde nacional      | Recorde nacional (National record)           | Recorde europeu       | Recorde europeu (European)            | DNF                        | Não terminou (Did not finish)             |   |                                      |
| Recorde pessoal       | Recorde pessoal do atleta (Personal best)    | Recorde da Oceania    | Recorde da Oceania (Oceania)          | DSQ / DQ                   | Desclassificado (Disqualified)            |   |                                      |
| Recorde da temporada  | Recorde da temporada do atleta (Season best) | Recorde sul-americano | Recorde sul-americano (South America) | NM                         | Sem marca (No mark)                       |   |                                      |